# Corynophyllus curvicornis
Corynophyllus curvicornis är en skalbaggsart som beskrevs av Lea 1919. Corynophyllus curvicornis ingår i släktet Corynophyllus och familjen Dynastidae. Inga underarter finns listade i Catalogue of Life.